# عمران شرف
عمران شرف هو مدير مشروع أول بعثة للمريخ في الإمارات العربية المتحدة ومدير قسم إدارة البرامج في مركز محمد بن راشد للفضاء. تخرج عمران عام 2005 من جامعة فرجينيا بدرجة البكالوريوس في الهندسة الكهربائية. تم تعيينه كأول موظف ينضم إلى مؤسسة الإمارات للعلوم والتقنية المتقدمة المتقدمة حديثاً في عام 2006. عاش في كوريا الجنوبية لمدة 7 سنوات، وعمل على النظام الفرعي للقيادة ومعالجة البيانات في دبي سات-1. في مهمة الشرق الأوسط الثانية لقمر صناعي لرصد الأرض، عمل عمران في دبي سات-2 ‏ على هندسة النظم بالإضافة إلى نظام القيادة ومعالجة البيانات الفرعي. تم تعيينه مديراً لقسم تحليل ومعالجة صور الفضاء من 2011-2014.
حصل عمران على درجة الماجستير في عام 2013 من المعهد الكوري المتقدم للعلوم والتكنولوجيا. أطروحته كانت بعنوان «قمر صناعي لاقتصاد المعرفة: نقل المعرفة في برنامج الإمارات للفضاء».